# Vogelsberg (Wasgau)
Der Vogelsberg ist ein 296,7 m ü. NHN hoher Berg im südlichen Pfälzerwald. Er liegt im rheinland-pfälzischen Landkreis Südwestpfalz im Dahner Felsenland, das zum Wasgau gehört, der vom Südteil des Pfälzerwalds gebildet wird. An seiner West- und Ostflanke befinden sich markante Felsformationen. Der Jungfernsprung (280 m) im Westen ist das Wahrzeichen der Stadt Dahn und des Dahner Felsenlands und ist als Naturdenkmal ND-7340-185 im Gemeindegebiet von Dahn ausgewiesen. Die an der Ostseite gelegenen Vogelsbergtürmchen sind wegen der Bewaldung weniger gut sichtbar.

## Geographische Lage
Der Vogelsberg liegt innerhalb der Gemarkung von Dahn. Zusammen mit dem Lachberg (324 m) bildet er einen etwa 1,6 km langen Bergrücken, der dreiseitig vom Norden, Westen und Süden von der Wohnbebauung der Stadt Dahn umgeben ist. Über den 250 m hohen Sattel zwischen Vogelsberg und Lachberg führt eine schmale Straße, die 400 m lang ist und zwei Dahner Wohngebiete verbindet. Die Ost-West-Ausdehnung des Vogelsbergs beträgt etwa 600 m.

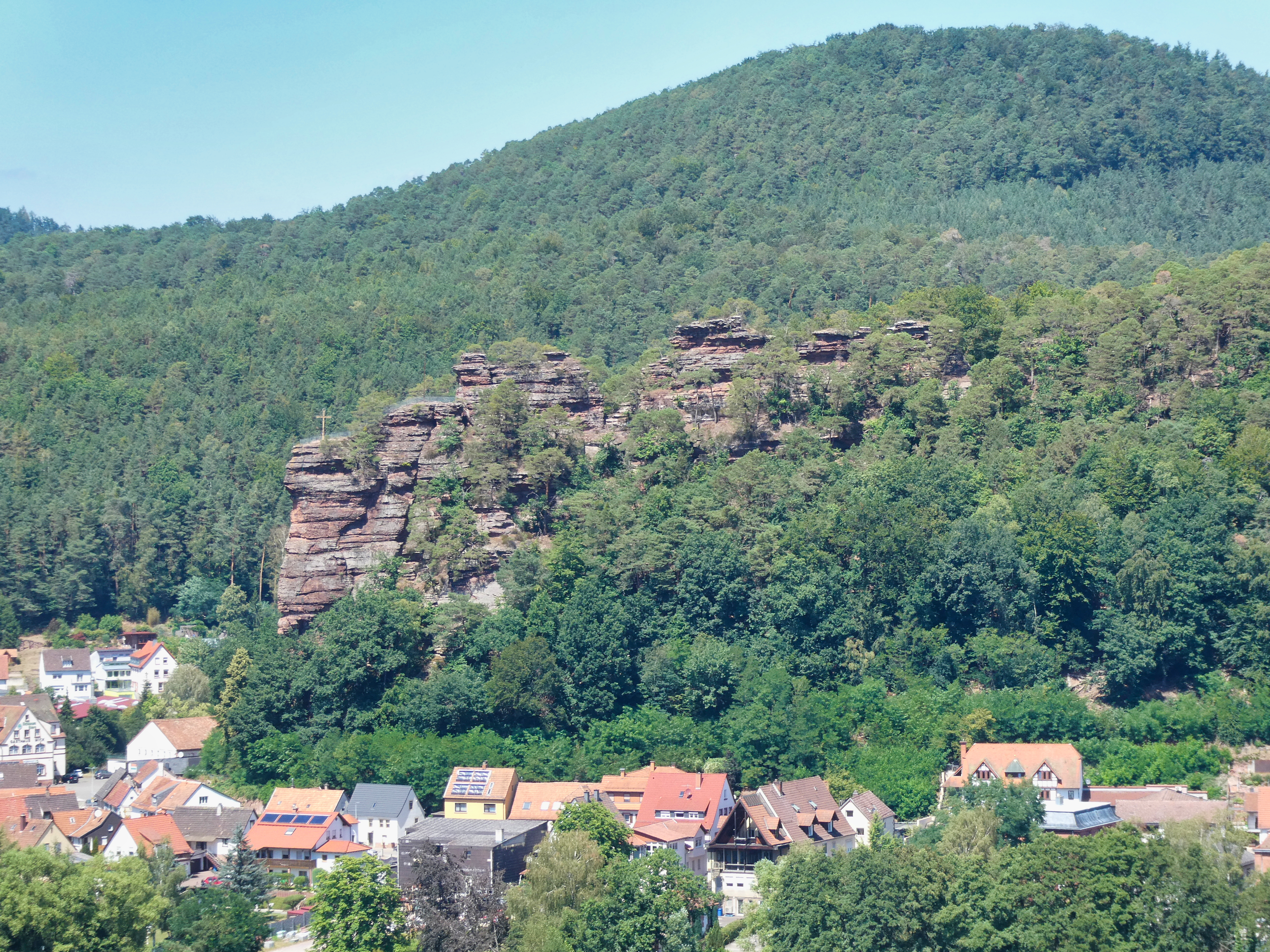
Jungfernsprung
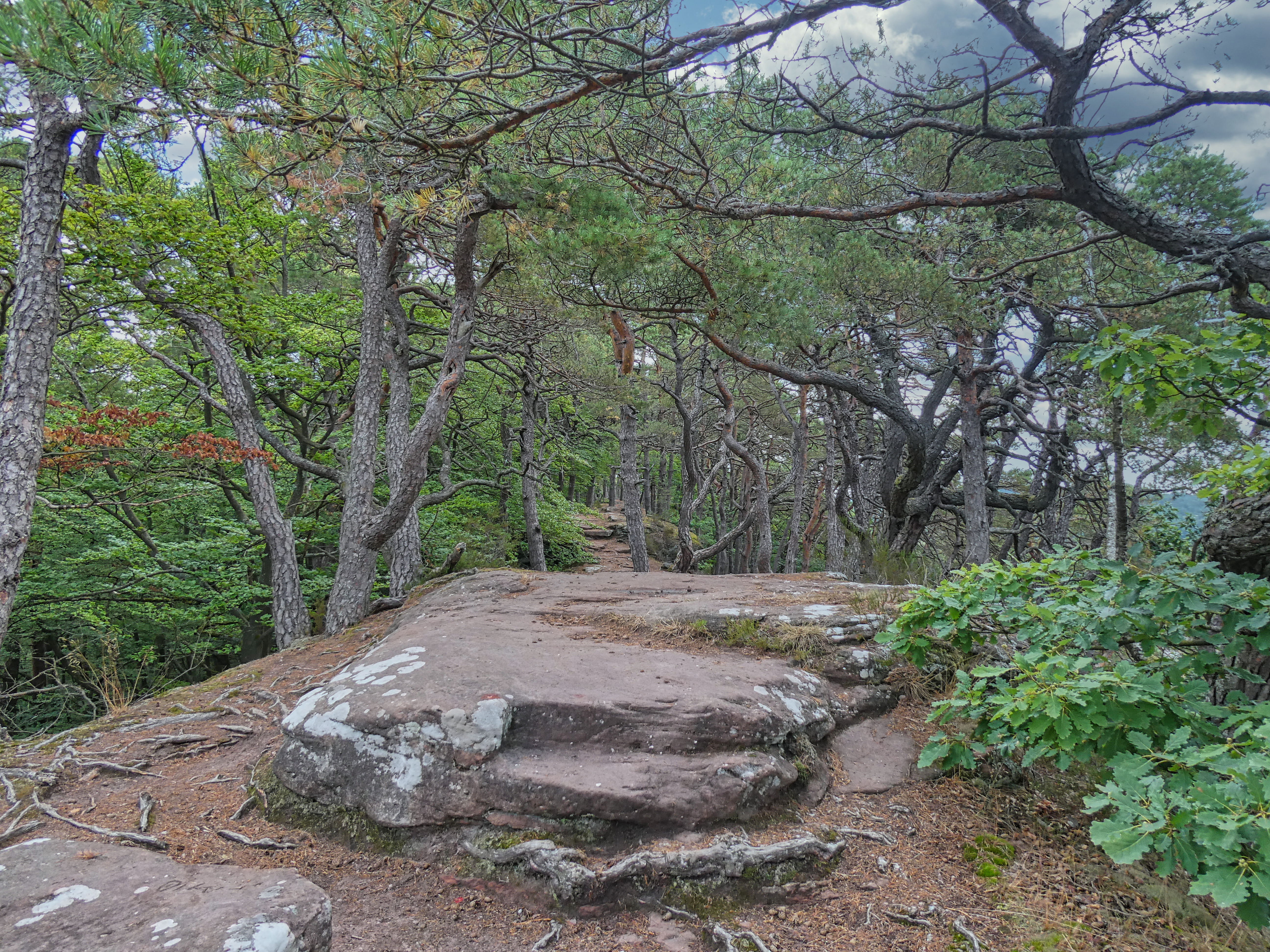
Gipfelweg
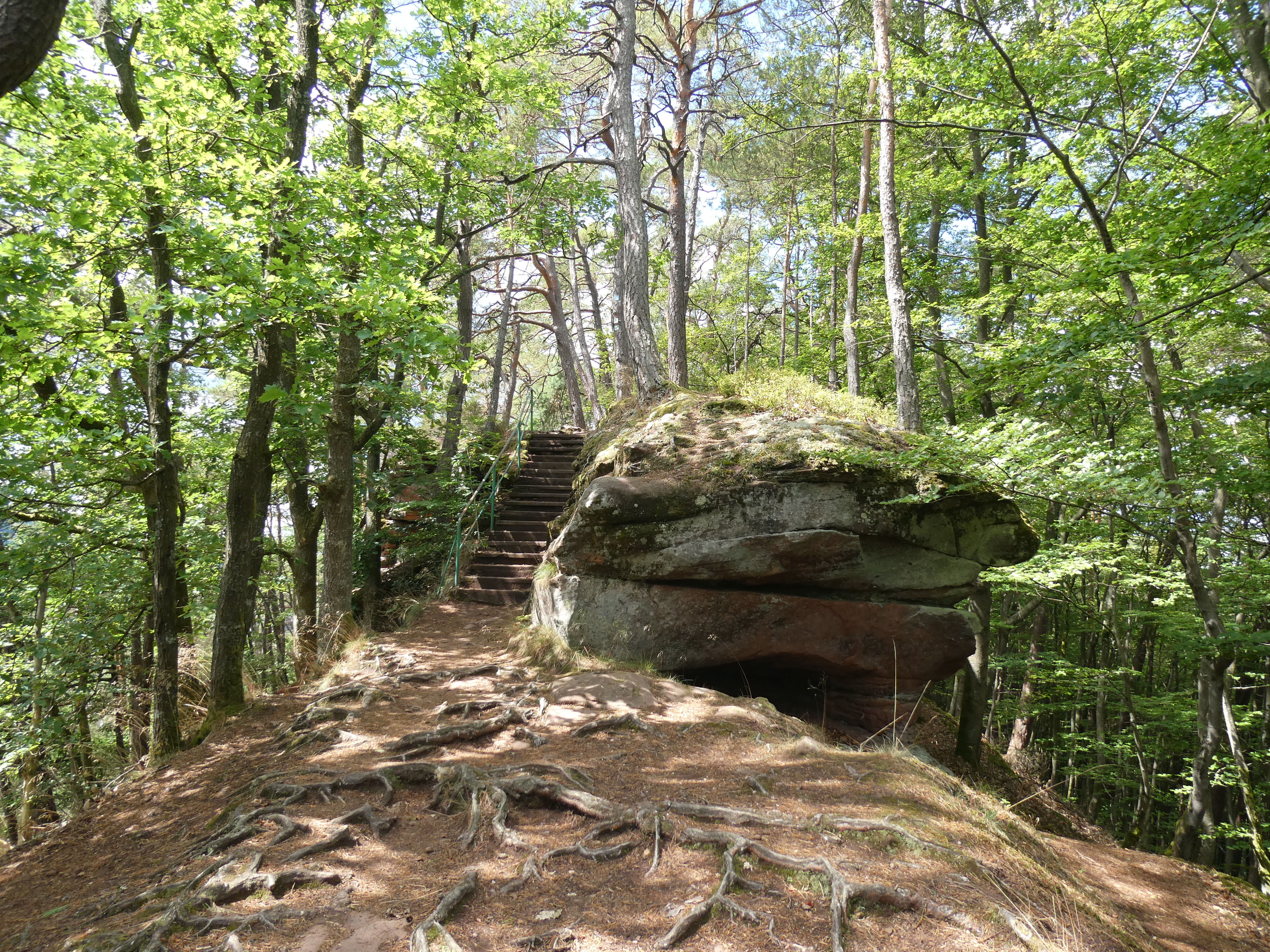
Gipfelbereich
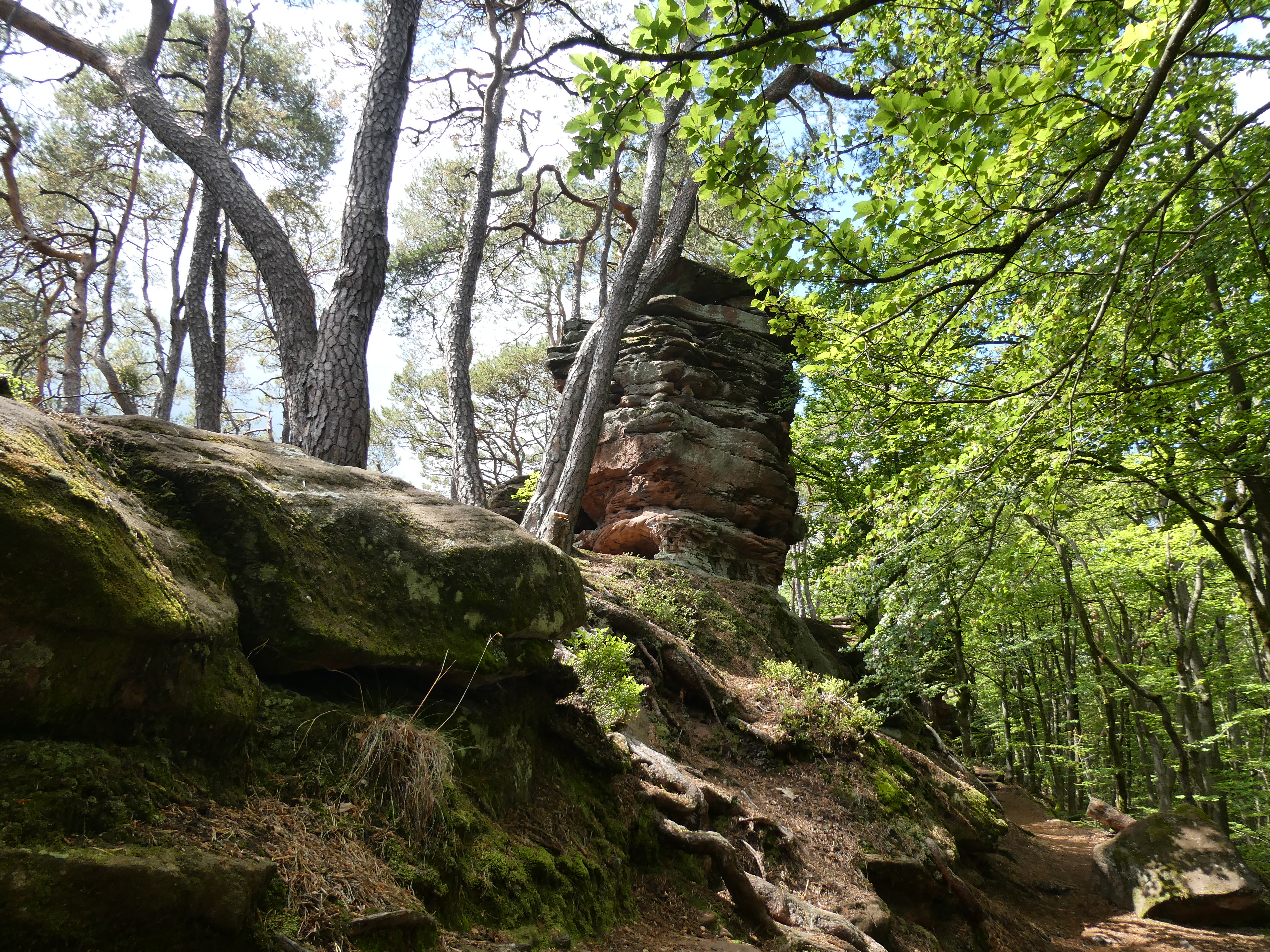
Vogelsbergtürmchen

## Zugang und Wandern
Der Berg ist vollständig bewaldet. Der Aufstieg von verschiedenen Ausgangspunkten in Dahn nimmt nur wenig Zeit in Anspruch. Wegen des touristischen Bekanntheitsgrades des Jungfernsprungs führen viele regionale und überregionale Wanderwege über den Berg, so der Felsenland Sagenweg, die Jungfern-Tour, der Dahner Rundwanderweg oder der Pfälzer Waldpfad.